# Dasyatis guttata
Dasyatis guttata és una espècie de peix de la família dels dasiàtids i de l'ordre dels myliobatiformes.

## Morfologia
- Els mascles poden assolir 200 cm de longitud total.[1][2]

## Reproducció
És ovovivípar.

## Hàbitat
És un peix marí, de clima tropical i demersal que viu fins als 36 m de fondària.

## Distribució geogràfica
Es troba a l'oceà Atlàntic occidental: des del sud del Golf de Mèxic i les Índies Occidentals fins a Santos (el Brasil).

## Ús comercial
Es comercialitza salat i també és emprat per a fer gelatina i oli de bona qualitat.